# Лях Віталій Васильович
Лях Віталій Васильович — український філософ і педагог, доктор філософських наук, професор, завідувач відділу історії зарубіжної філософії Інституту філософії імені Г. С. Сковороди НАН України, головний редактор часопису «Мультиверсум. Філософський альманах», за сумісництвом професор кафедри філософії Гуманітарного інституту Національного авіаційного університету.

## Біографія
Народився 1 січня 1942 року у селі Терни Краснолиманського району Донецької області (Україна).
У 1969 року закінчив філософський факультет Київського національного університету імені Тараса Шевченка.
З 1969 рік працює в Інституті філософії імені Г. С. Сковороди HAH України:

• 1969—1972 роки аспірант;

• 1972—1979  роки молодший науковий співробітник;

• 1979—1989  роки старший науковий співробітник відділу сучасної зарубіжної філософії;

• 1989—1996  роки завідувач сектору англо-американської філософії;

• З 1996  року завідувач відділу історії зарубіжної філософії.
З 1990 року професор Національної академії наук України.

З 1999 року працює професором кафедри філософії соціальних наук Київського університету туризму, економіки і права.

З 2005 року, за сумісництвом, професор кафедри філософії Гуманітарного інституту Національного авіаційного університету.

## Наукові досягнення
Сфери наукових інтересів В. В. Ляха:

- дослідження актуальних проблем історії зарубіжної філософії, зокрема, проблем суспільного розвитку (теорії постіндустріального, інформаційного суспільства);
- зміни соціокультурних орієнтацій;
- свободи та гуманізму в екзистенціальній філософії;
- ідентичності в добу глобалізації;
- самореалізації в інтерпретації неофрейдизму;
- співвідношення раціоналізму та ірраціоналізму, пошук нових типів раціональності тощо.[3]

У 1973  році захистив дисертацію на тему «Критика інтуїтивізму сучасної буржуазної філософії» на здобуття наукового ступеня кандидата філософських наук за спеціальністю «Історія філософії».

У 1990  році захистив дисертацію на тему «Дилема раціоналізму та ірраціоналізму в сучасній не марксистській соціальній філософії» на здобуття наукового ступеня доктора філософських наук за спеціальністю «Історія філософії».

## Наукова робота
Лях В. В. — автор біля 180 наукових праць.
Основні опубліковані праці:
1. Лях В. В. Свобода: сучасні виміри та альтернативи (у співавторстві) . -К.:Український центр духовної культури, 2004. — 486 с.[3]
2. Лях В. В. Суспільство на порозі ХХІ століття (у співавторстві). — К.: УЦДК, 1999. — 272 с.[3]
3. Лях В. В. Гуманізм: сучасні інтерпретації та перспективи (у співавторстві). — К.,: УЦДК, 2001. — 380 с.[3]
4. Лях В. В. Феноменологія буття людини: сучасна західноєвропейська філософська рефлексія (у співавторстві). — К.: УЦДК 1999. — 278 с.[3]
5. Лях В. В. Світоглядно-методологічні інновації в західно-европейській філософії (у співавторстві). — К.: УЦДК, 2001. — 296 с.[3]
6. Лях В. В. Свобода і пошук нових форм ідентичності в добу глобалізації. Мультиверсум. Філософський альманах. — К.: Центр духовної культури, — 2006. — № 57.
7. Лях В. В. Сучасне інформаційне суспільство: нові виміри людського існування / В. В. Лях // Інформаційне суспільство у соціально-філософській ретроспективі та перспективі. — К., ТОВ «ХХ століття: діалог культур», 2009. — С. 46-111.
8. Лях В. В. Трансформації соціокультурної сфери в інформаційному су-спільстві // Культура в сучасних трансформаційних процесах : монографія / М. М. Бровко та інші. — Ніжин : ТОВ "Вид-во «Аспект-Поліграф», — С.6-30.
9. Лях В. В. Соціальний характер людини і проблема ідентичності в добу глобалізації // Мультиверсум. Філософський альманах / Гол. ред. Лях В. В. — Вип. 9(107). — К., 2011. — С. 3-27.